# Schwarzberg (Vogtland)
Der Schwarzberg ist ein 802,2 m ü. NHN hoher Berg im Westerzgebirge bei Klingenthal im Vogtland (Sachsen, Deutschland). Er ist bis zum Gipfel bewaldet. Hier befindet sich die Vogtland Arena mit der modernsten Großschanze Europas, die der Nachfolger der bekannten Aschbergschanze ist.